# Terry Lawless
Terry Lawless (29 de março de 1933 — Marbella, 24 de dezembro de 2009) foi um empresário e treinador de boxe inglês que trabalhou em Londres, com mais sucesso na década de 1960, 1970 e 1980.